# Public Health Genomics
Die Fortschritte in der Genomforschung haben Diskussionen um neue Ansätze von Prävention und Therapie in Gang gesetzt. Die wissenschaftliche Multidisziplin Public Health kann genomische Fortschritte nicht länger ignorieren, sondern muss sich mit Chancen und Risiken der Integration genomischen Wissens in die öffentliche Sorge um die Gesundheit aller auseinandersetzen. Dieser Diskurs wird unter dem Dach Public Health Genomics geführt.
Nach einer Standarddefinition eines internationalen Expertengremiums ist Public Health Genomics ein Unternehmen, das sich mit der verantwortlichen und effektiven Überführung von Genom-basierten Wissen und Technologien zum Nutzen der Populationsgesundheit (Bellagio Group on Public Health Genomics, 2005) beschäftigt.

## Public Health Genomics in Deutschland
Der erste institutionalisierte Ansatz, sich mit Fragen von Public Health Genomics auseinanderzusetzen, erfolgte 2003/2004 in der Kooperationsgruppe Public Health Genetics am Zentrum für interdisziplinäre Forschung (ZiF) der Universität Bielefeld unter der Leitung der Sozialmedizinerin und Public Health Forscherin Angela Brand, MPH. 
Es folgte die Initiierung des europäischen Netzwerks Public Health Genomics European Network (PHGEN) durch das Landesinstitut für den Öffentlichen Gesundheitsdienst NRW. Dieses Netzwerk wird von der Europäischen Kommission (DG SANCO) gefördert. Es hat zum Ziel, Ansätze der Public Health Genomics und ihre Auswirkungen in Europa zu diskutieren, diese Diskussionen auch in den 31 Mitgliedsländern von PHGEN zu stimulieren und der Europäischen Kommission möglichen Handlungsbedarf sowie Handlungskorridore aufzuzeigen. 
2006 wurde das Deutsche Zentrum für Public Health Genomics (DZPHG) an der Fachhochschule Bielefeld gegründet. Dieses Zentrum arbeitet nach Vorbild der Public Health Genetics Unit in Cambridge (UK) und dem National Office of Public Health Genomics der USA.